# 아울라
아울라(이탈리아어: Aulla)는 이탈리아 토스카나주 마사카라라도에 있는 코무네이다.

## 역사

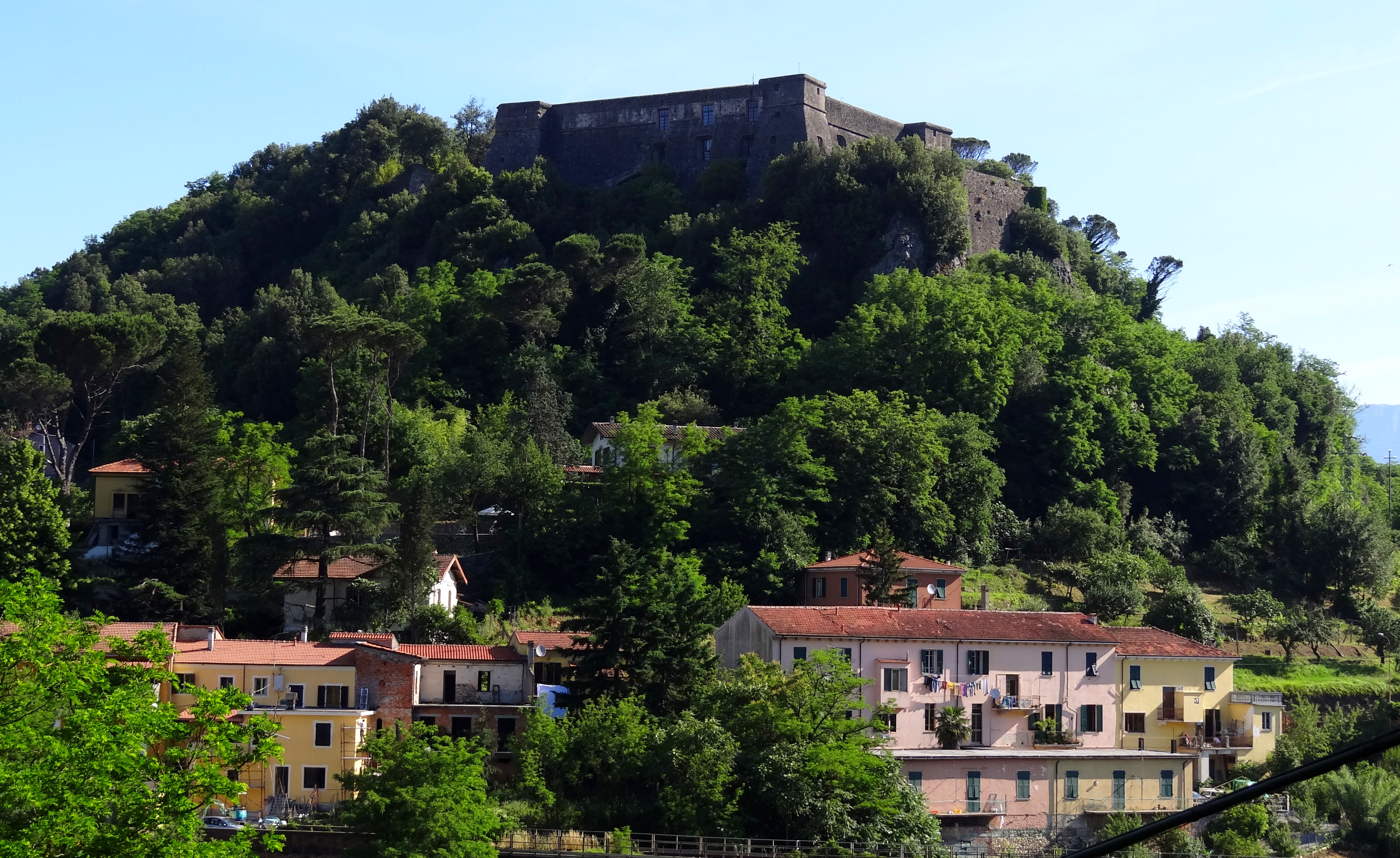
아울라 위쪽에 있는 브루넬라(Brunella) 요새의 성벽

토스카나 후작 아달베르트 1세가 프란치제나 가도를 여행하는 순례자들에게 숙소를 제공하기 위해 마을과 성을 건설하던 때인 8세기에 성 카프리시오 교회에서 로마와 에트루리아의 유적이 발견되었다. 캔터베리 대주교인 시게릭이 990년에 로마를 방문하면서 이곳에 체류했었다. 말라스피나(Malaspina) 가문이 이곳에 봉건 권한을 얻었고 이후 주교들과 루니(Luni) 공작의 지배를 받았다. 1543년에 첸투리오네(Centurione) 가문이 이곳을 매입했다. 그들은 20세기에 리나 워터필드(Lina Waterfield)가 구입한 브루넬라(Brunella) 요새를 건설했고, 룬기아나 지역 자연 역사 박물관을 소요하고 있다.

## 자매 도시
- 프랑스 빌레뤼프